# Paul Muni
Paul Muni (Lviv, Galítsia, 22 de setembre de 1895 – Montecito, Califòrnia, 25 d'agost de 1967) va ser un actor estatunidenc d'origen austrohongarès amb el nom de Meshilem Meier Weisenfreund.
La seva família era d'origen jueu polonès i va emigrar als Estats Units el 1902. La seva carrera d'actor comença als 12 anys en què es reuneix amb els seus pares a l'escena del Teatre jiddisch.
Fa el seu començament en el cinema el 1929 amb The Valiant.

## Biografia
El seu nom autèntic era Meshilem Meier Weisenfreund i va néixer a la localitat de Lviv, que llavors pertanyia a Galítsia, una província autònoma de l'Imperi Austrohongarès (en l'actualitat a Ucraïna). La seva família va emigrar als Estats Units el 1902. Tant el seu pare com la seva mare eren actors de teatre en ídix, per la qual cosa va resultar bastant natural que Muni s'hi unís en l'escena, en la qual ja va debutar als dotze anys. Ja en aquell moment va ser reconegut i descobert per Maurice Schwartz
, propietari del Jiddisch Art Theater. Al seu primer paper teatral, Muni va interpretar un home de vuitanta anys, la qual cosa és un inici conseqüent amb un actor que al llarg de tota la seva carrera es va especialitzar en papers en els quals s'havia de dur a terme un sofisticat treball de caracterització i vestuari.
Als 29 anys Muni va començar a treballar en els teatres de Broadway. El seu primer paper, el d'un ancià hebreu en la funció "Nosaltres els americans" (We Americans) de Sam Harris, també va ser el primer en el que va utilitzar l'anglès. Tres anys després, el 1929, va ser contractat per la Fox i va rebre la seva primera nominació als Oscar com "Oscar al millor actor", per la seva primera pel·lícula El valent
encara que no content amb els papers que se li oferien, va decidir tornar a Broadway.
El 1932 torna a Hollywood per actuar a les pel·lícules Scarface, en la que va protagonitzar el paper del gàngster Tony Camonte i Sóc un fugitiu. La Warner Bros va reconèixer el seu indubtable talent i li van oferir un contracte a llarg termini. En els anys següents, va guanyar finalment l'Oscar el 1936 per la seva interpretació a la pel·lícula The Story of Louis Pasteur, i va tornar a ser nominat pel seu paper a The Life of Emile Zola (1937),
pel·lícula que mai no es va arribar a estrenar a Espanya.
Fins al moment en què va decidir retirar-se, Muni va continuar actuant tant en el cinema com al teatre, i va ser tan valorat pel seu talent com criticat per les seves excentricitats. Se sabia que el treia de polleguera descobrir que algú s'havia vestit de vermell, i també se'l podia trobar tocant el seu violí per relaxar-se en moments de pausa. Va passar a ser massa dependent de la seva esposa, Bella, que era un malson per als directors, als que obligava a tornar a rodar les escenes quan no estava satisfeta.
Després de diversos projectes fallits, el 1955, Muni va ser nominat per a un Tony, pel seu paper d'Henry Drummond a l'obra L'herència del vent, paper que interpretaria en el cinema Spencer Tracy en la pel·lícula del mateix nom. Tanmateix, la seva salut anava empitjorant, i el 1959, poc després d'haver estat nominat de nou a l'Oscar com a millor actor, per la seva pel·lícula The last angry man, es va retirar. Va morir el 1967 a Califòrnia, a la localitat de Montecito.

## Filmografia
| Any  | Pel·lícula                                          | Paper                                                                            | Notes                                                                  |
| ---- | --------------------------------------------------- | -------------------------------------------------------------------------------- | ---------------------------------------------------------------------- |
| 1929 | The Valiant de William K. Howard                    | James Dyke                                                                       | Nominada — Oscar al millor actor                                       |
| 1929 | Seven Faces de Berthold Viertel                     | Papa Chibou, Diablero, Willie Smith, Franz Schubert, Don Juan, Joe Gans, Napoleó |                                                                        |
| 1932 | Scarface de Howard Hawks                            | Antonio "Tony" Camonte                                                           |                                                                        |
| 1932 | I Am a Fugitive from a Chain Gang de Mervyn LeRoy   | James Allen                                                                      | Nominada — Oscar al millor actor                                       |
| 1933 | The World Changes de Mervyn LeRoy                   | Orin Nordholm Jr.                                                                |                                                                        |
| 1934 | Hi, Nellie! de Mervyn LeRoy                         | Brad Bradshaw                                                                    |                                                                        |
| 1935 | Bordertown d'Archie Mayo                            | Johnny Ramirez                                                                   |                                                                        |
| 1935 | Black Fury de Michael Curtiz                        | Joe Radek                                                                        | Nominada — Oscar al millor actor                                       |
| 1935 | Dr. Socrates de William Dieterle                    | Dr. Lee Cardwell                                                                 |                                                                        |
| 1936 | The Story of Louis Pasteur de William Dieterle      | Louis Pasteur                                                                    | Oscar al millor actor Copa Volpi per la millor interpretació masculina |
| 1937 | The Good Earth de Sidney Franklin                   | Wang                                                                             |                                                                        |
| 1937 | The Woman I Love d'Anatole Litvak                   | Tinent Claude Maury                                                              |                                                                        |
| 1937 | The Life of Emile Zola de William Dieterle          | Émile Zola                                                                       | Nominada — Oscar al millor actor                                       |
| 1939 | Juarez de William Dieterle                          | Benito Juarez                                                                    |                                                                        |
| 1939 | We Are Not Alone d'Edmund Goulding                  | Dr. David Newcome                                                                |                                                                        |
| 1941 | Hudson's Bay d'Irving Pichel                        | Pierre-Esprit Radisson                                                           |                                                                        |
| 1942 | Commandos Strike at Dawn de John Farrow             | Erik Toresen                                                                     |                                                                        |
| 1943 | Stage Door Canteen de Frank Borzage                 | Ell mateix                                                                       |                                                                        |
| 1945 | A Song to Remember de Charles Vidor                 | Joseph Elsner                                                                    | Filmada en Technicolor                                                 |
| 1945 | Comteer-Attack de Zoltan Korda                      | Alexei Kulkov                                                                    |                                                                        |
| 1946 | El diable i jo (Angel on My Shoulder) d'Archie Mayo | Eddie Kagle/Jutge Fredrick Parker                                                |                                                                        |
| 1952 | Imbarco a mezzanotte de Joseph Losey                | L'estranger amb una arma                                                         | anomenada Stranger on the Prowl als EUA                                |
| 1959 | The Last Angry Man de Daniel Mann                   | Dr. Sam Abelman                                                                  | Nominada — Oscar al millor actor                                       |